# Gibson Dark fire
Gibson Dark fire er en elektrisk guitar produceret af Gibson. Den er designet som en Les Paul, og er anden genration af Gibsons robotguitarer
Guitaren kan stemme sig selv ved hjælp af Tronical Gmbhs Powertune system, og den kan, ved hjælp af den indbyggede elektronik, efterligne andre guitarlyde.